# Zwartbuikdraadkolibrie
De zwartbuikdraadkolibrie (Discosura langsdorffi) is een vogel uit de familie Trochilidae (kolibries). De vogel is genoemd naar de Duitse natuuronderzoeker Georg von Langsdorff.

## Verspreiding en leefgebied
Deze soort komt voor in het westelijk Amazonebekken en zuidoostelijk Brazilië en telt twee ondersoorten:
- D. l. melanosternon: van zuidoostelijk Colombia en zuidelijk Venezuela tot oostelijk Ecuador, oostelijk Peru en noordwestelijk Brazilië.
- D. l. langsdorffi: oostelijk Brazilië.